# Bamus
Der symmetrische Vulkankegel Bamus (in der deutschen Kolonialzeit Südsohn, englisch: South Son, genannt) liegt südwestlich des Vulkans Ulawun (bekannt unter dem Namen Vater, englisch: Father). Diese beiden Vulkane sind die höchsten in der 1000 Kilometer langen Vulkankette des Bismarck-Archipels. Der andesitische Schichtvulkan ist dicht bewaldet und sein mit einem Lavadom gefüllter Krater ist nach einer Seite aufgebrochen. An der Südflanke befindet sich ein weiterer Vulkankegel und an der Südostflanke befindet sich ein Krater mit einem Durchmesser von 1,5 Kilometer. Der Vulkan ist mit Ablagerungen von pyroklastischen Strömen bedeckt. Auf Basis der Radiokarbon-Datierungsmethode können drei Ausbrüche in den Jahren 350 v. Chr. ± 75 Jahre, 270 v. Chr. ± 50 Jahre sowie 1650 ± 50 Jahre nachgewiesen werden. Historische Überlieferungen berichten von einer weiteren Eruption im Jahre 1886 (± 8 Jahre).